# BOY MEETS GIRL (曲)
「BOY MEETS GIRL」（ボーイ・ミーツ・ガール）は、1994年6月22日にavex traxよりリリースされたtrfの7枚目のシングル。

## 音楽性
前シングル「survival dAnce 〜no no cry more〜」制作後すぐにミニ・アルバム『BILLIONAIRE』を制作する予定だったが、コカ・コーラからのオファーで急遽制作することになった。
小室が1994年2月、休暇でインドネシアに行き、現地で録音した舞台芸術ケチャの集団のコーラスをエンディング部分で使用しているほか、パーカッショニストの仙波清彦による和楽器の演奏を取り入れるなど民族音楽が融合している。バリ島出身の女性ボーカリストの歌唱をサンプリングしたり、英語の読み方も意味もわからない日本人の子供達によるコーラスも使用されている。
当時落成されたばかりの小室のプライベート・レコーディングスタジオ「TK SEQUENCE」で最初に作られた曲である。小室がそれまで作曲してきた曲で「一番苦労して完成した曲」と語り、完成するまで1ヶ月かかったとのこと。本作以降、小室はレコーディングに深く参加せず、基本的にDJ KOOとYU-KIの主導で行われていく。小室からは仮歌が入ったデモテープと簡単なイメージ・ワードをもらい、その意図をDJ KOOが汲み取って、YU-KIのボーカル・ディレクションを行っていくようになった。
1994年12月31日の『第45回NHK紅白歌合戦』には本曲で初出場を果たし、トップバッターを務めた。
後にこの曲を松任谷由実が賞賛し、『松任谷由実のオールナイトニッポンTV』『僕らの音楽 -OUR MUSIC-』においてカバーしたこともある。『僕らの音楽』においては、小室と松任谷の共演が実現した。

## 再発売
2006年11月29日に12cmシングル廉価版として再発売。

## ミュージック・ビデオ
ミュージック・ビデオはメキシコで撮影された。

## その他
テレビ朝日系で放送されたドラマ『さすらい刑事旅情編VII』（第5話・1994年11月9日、北海道ロケ）にて登場人物の香取恵里（演:相川恵里）がカラオケでこの歌を歌うシーンがある。
『秘密のケンミンSHOW』のコーナー・『辞令は突然にsecond season 〜奥様はさすらいの女子アナ編〜』愛媛県第1話（2011年8月11日放送）で使用された。

## 批評
渡辺健一は本作を代表例に挙げて、「サビが『ミの次がレ』『ファの次がミ』というように、ほとんどがすぐ隣の音にしか移行していないんですよ。ところが一部分だけがいきなり1オクターブも跳ね上がっている。それまで狭い幅で進んでいたメロディがいきなり飛び上がるんだから、これは驚きますよ。これはテレビ番組を作る時と同じなんです。山場を詰め込みすぎると、一本調子で単調になってしまうんですよ。面白い特徴のあるワンコーナーは1ヶ所だけにして、後はダレ場をわざと作るというのが、小室哲哉の天才的な所です」と評している。

## 収録曲
作詞・作曲・編曲：TETSUYA KOMURO、Mix: Pete Hammond & Steve Hammond
1. BOY MEETS GIRL [RADIO ON AIR MIX]
「大陸の果てしなく大きな存在感」をイメージさせるようにした[6]。
2. BOY MEETS GIRL [DANCE 12″MIX]
「12」はディスコで使用されるLP盤を意味し、ダンスシーンを意識したミックス[6]。
3. BOY MEETS GIRL [TRIBAL MIX “JAPANESE TRADITIONAL”]
和楽器のオーバー・ダビングを原曲より更に重ねている。アレンジは「トライバル・ハウス」「民族的な祭典で使われる音楽」を意識した[6]。
4. BOY MEETS GIRL [TWILIGHT MIX “TRIBUTE TO AYRTON SENNA”]
本作発売の前月に死去したアイルトン・セナに捧げている[6]。

## 収録アルバム
- 『BILLIONAIRE 〜BOY MEETS GIRL〜』
※ 12”CLUB MIXとして収録
- 『WORKS -THE BEST OF TRF-』
- 『TRF 15th Anniversary BEST -MEMORIES-』
- 『TRF 20TH Anniversary COMPLETE SINGLE BEST』
- 『BEST SINGLE Collection × EZ DO DANCERCIZE』

## リミックスヴァージョン
2000年に、NHKのテレビアニメ『だぁ!だぁ!だぁ!』の第1期エンディングテーマとして、表題の通りSUPER EUROBEAT Presentsとしてアニメ専用にパラパラリミックスされた。

### 収録曲
| 全作詞・作曲: 小室哲哉。 |                                          |           |            |        |      |
| #                        | タイトル                                 | 作詞      | 作曲・編曲 | 編曲   | 時間 |
| 1.                       | 「BOY MEETS GIRL」(DA!DA!DA! REMIX)      | 小室哲哉  | 小室哲哉   | M.I.D. | 4:00 |
| 2.                       | 「BOY MEETS GIRL」(DA!DA!DA! REMIX INST) | 小室哲哉  | 小室哲哉   | M.I.D. | 4:00 |
| 3.                       | 「BOY MEETS GIRL」(DELTA REMIX)          | 小室哲哉  | 小室哲哉   |        | 6:00 |
| 合計時間:                | 合計時間:                                | 合計時間: | 14:00      |        |      |

### タイアップ
| # | 曲名                                 | タイアップ                                     | 出典 |
| - | ------------------------------------ | ---------------------------------------------- | ---- |
| 1 | 「BOY MEETS GIRL (DA!DA!DA! REMIX)」 | NHKアニメ『だぁ!だぁ!だぁ!』エンディングテーマ |      |

## Prizmmy☆によるカバー
Prizmmy☆の「BOY MEETS GIRL」は、6枚目のシングルとして、avex entertainmentから発売された。

### 収録曲
| 全作詞・作曲: 小室哲哉、全編曲: Michitomo。 |                                       |          |            |      |
| #                                           | タイトル                              | 作詞     | 作曲・編曲 | 時間 |
| 1.                                          | 「BOY MEETS GIRL」                    | 小室哲哉 | 小室哲哉   | 4:36 |
| 2.                                          | 「BOY MEETS GIRL -Prism Game Remix-」 | 小室哲哉 | 小室哲哉   | 5:01 |
| 3.                                          | 「BOY MEETS GIRL」(inst.)             | 小室哲哉 | 小室哲哉   | 4:34 |
| 合計時間:                                   | 合計時間:                             | 14:11    |            |      |

| #  | タイトル                                    | 作詞 | 作曲・編曲 |
| -- | ------------------------------------------- | ---- | ---------- |
| 1. | 「BOY MEETS GIRL」(ミュージッククリップ)    |      |            |
| 2. | 「BOY MEETS GIRL」(ダンスマスターver.)      |      |            |
| 3. | 「Prizmmy☆ Let's! Dance! BOY MEETS GIRL!!」 |      |            |

| #  | タイトル                                 | 作詞 | 作曲・編曲 |
| -- | ---------------------------------------- | ---- | ---------- |
| 1. | 「BOY MEETS GIRL」(ミュージッククリップ) |      |            |
| 2. | 「BOY MEETS GIRL」(ダンスマスターver.)   |      |            |
| 3. | 「誰でも踊れる! 振り付けビデオ」         |      |            |

### タイアップ
| # | 曲名               | タイアップ                                                                 | 出典   |
| - | ------------------ | -------------------------------------------------------------------------- | ------ |
| 1 | 「BOY MEETS GIRL」 | テレビ東京系アニメ『プリティーリズム・レインボーライブ』オープニングテーマ | [ 11 ] |

## その他のカバー
| アーティスト | 発売日         | 収録作品 | 備考                                                                                   |
| --- | -------------- | --- | -------------------------------------------------------------------------------------- |
| Domino | 1997年8月21日  | 『SUPER EUROBEAT VOL.80』                                                                                        | 英語歌詞                                                                               |
| WORLD ORDER | 1997年8月21日  | 『WORLD ORDER』                                                                                                  |                                                                                        |
| ゆき | 2008年5月28日  | JPOP IN THE HOUSE                                                                                                |                                                                                        |
| IRF（IDOL RAVE FACTORY） | 2012年12月19日 | 『TRFリスペクトアイドルトリビュート!!』                                                                          | TRFのトリビュートアルバム                                                              |
| 3年E組カバ担 (田中美海&諏訪彩花） | 2015年9月25日  | 『暗殺教室 Blu-ray&DVD 第7巻』(初回生産限定版)                                                                   | 初回特典のスペシャルCDに収録                                                           |
| 3年E組カバ担 (田中美海&諏訪彩花） | 2016年9月28日  | 『暗殺教室 ベストアルバム 〜Music Memories〜』                                                                   |                                                                                        |
| Dream5 | 2016年2月24日  | 『COLORS』 |                                                                                        |
| ハニースパイス | 2016年10月15日 | 『EXA IDOL COMPLEX〜Super duper!』                                                                               | コンピレーションアルバム                                                               |
| 神浜コウジ&速水ヒロ&仁科カヅキ （CV.柿原徹也&前野智昭&増田俊樹) | 2013年11月20日 | 『プリティーリズム・レインボーライブ プリズム☆ソロコレクション byコウジ&ヒロ&カヅキ』                            | テレビアニメ『プリティーリズム・レインボーライブ』挿入歌                               |
| 神浜コウジ&速水ヒロ&仁科カヅキ （CV.柿原徹也&前野智昭&増田俊樹) | 2015年12月13日 | 『Over The Rainbow SPECIAL FAN DISC』                                                                            | テレビアニメ『プリティーリズム・レインボーライブ』挿入歌                               |
| 神浜コウジ&速水ヒロ&仁科カヅキ （CV.柿原徹也&前野智昭&増田俊樹) | 2021年1月8日   | 『KING OF PRISM BEST ALBUM "Music Goes On!"』                                                                    | テレビアニメ『プリティーリズム・レインボーライブ』挿入歌                               |
| 神浜コウジ&速水ヒロ&仁科カヅキ （CV.柿原徹也&前野智昭&増田俊樹) | 2025年8月20日  | 『『KING OF PRISM-Your Endless Call-み〜んなきらめけ！プリズム☆ツアーズ』Song Collection』                       | テレビアニメ『プリティーリズム・レインボーライブ』挿入歌                               |
| 一条シン・太刀花ユキノジョウ・香賀美タイガ・十王院カケル・鷹梁ミナト・西園寺レオ・涼野ユウ （cv.寺島惇太、斉藤壮馬、畠中祐、八代拓、五十嵐雅、永塚拓馬、内田雄馬） | 2019年8月7日   | 『KING OF PRISM Shiny Seven Stars マイソングシングルシリーズ ナナイロノチカイ! -Brilliant oath-/BOY MEETS GIRL』 | テレビアニメ『KING OF PRISM -Shiny Seven Stars-』第12話エンディングテーマ              |
| 一条シン・太刀花ユキノジョウ・香賀美タイガ・十王院カケル・鷹梁ミナト・西園寺レオ・涼野ユウ （cv.寺島惇太、斉藤壮馬、畠中祐、八代拓、五十嵐雅、永塚拓馬、内田雄馬） | 2021年1月8日   | 『KING OF PRISM BEST ALBUM "Music Goes On!"』                                                                    | テレビアニメ『KING OF PRISM -Shiny Seven Stars-』第12話エンディングテーマ              |
| 一条シン・太刀花ユキノジョウ・香賀美タイガ・十王院カケル・鷹梁ミナト・西園寺レオ・涼野ユウ （cv.寺島惇太、斉藤壮馬、畠中祐、八代拓、五十嵐雅、永塚拓馬、内田雄馬） | 2024年9月18日  | 『KING OF PRISM -Dramatic PRISM.1-「We are SePTENTRION!!!!!!!」』                                                | テレビアニメ『KING OF PRISM -Shiny Seven Stars-』第12話エンディングテーマ              |
| Edel Rose Stars （CV.柿原徹也、前野智昭、増田俊樹、寺島惇太、斉藤壮馬、畠中祐、八代拓、五十嵐雅、永塚拓馬、内田雄馬）                                              | 2021年1月8日   | 『KING OF PRISM BEST ALBUM "Music Goes On!"』                                                                    |                                                                                        |
| SePTENTRION&WITH （CV.寺島惇太・斉藤壮馬・畠中祐・八代拓・五十嵐 雅・永塚拓馬・内田雄馬・山下誠一郎・小林竜之・土田玲央）                                          | 2025年8月20日  | 『『KING OF PRISM-Your Endless Call-み〜んなきらめけ！プリズム☆ツアーズ』Song Collection』                       | 劇場アニメ『KING OF PRISM-Your Endless Call-み〜んなきらめけ!プリズム☆ツアーズ』挿入歌 |
| WITH （CV.山下誠一郎・小林竜之・土田玲央） | 2025年8月20日  | 『『KING OF PRISM-Your Endless Call-み〜んなきらめけ！プリズム☆ツアーズ』Song Collection』                       |                                                                                        |

2018年にはNameweeがDJ KOOと共にリミックスしたヴァージョンをカバーしてYouTubeにタイアップし、1週間足らずで50万回以上の再生回数を達成した（なお、PVには清水宏保が共演している）。